# スキューズ数
スキューズ数（スキューズすう、Skewes number）は、南アフリカの数学者スタンレー・スキューズが素数の個数に関する研究において用いた、極めて大きな数である。具体的には、x 以下の素数の個数 π(x) および 対数積分 li(x) について、 π(x) > li(x) を満たす最小の自然数 x の上界としてスキューズが与えた数を指すが、このような x 自体を指すこともある。2021年時点で、このような x は 1014 より大きく 1.3983 × 10316 未満であることが知られているが、正確な値は不明である。

## 歴史
素数定理によれば、π(x) は漸近的に li(x) に等しい。実際の値を比較すると、現実的に計算が実行可能な程度に x が小さいあいだは常に li(x) の方が大きいように見える。このことから、π(x) > li(x) となる x が存在するか、という問題が自然に考えられる。ガウスやリーマンはそのような x は存在しない、と予想していた。スキューズの指導教官であるリトルウッドは、1914年の論文において、そのような x が存在することのみならず、π(x) − li(x) の符号は無限回変わることを示した。すなわち、π(x) と li(x) は無限回抜きつ抜かれつするのである。しかし、リトルウッドの証明は、いつ初めて π(x) が li(x) を追い抜くか、という見積もりを与えるようなものではなかった。
スキューズは、1933年の論文において、リーマン予想が真であるとの仮定の下に、π(x) > li(x) となる x は、次の数以下に存在することを証明した。
{\displaystyle e^{e^{e^{79}}}\left(\approx 10^{10^{10^{33.947}}}<10^{10^{10^{34}}}\right)}
これがオリジナルのスキューズ数であり、第一スキューズ数とも呼ばれる。
後にグラハム数などにその座を譲ることになるが、当時としては意味のある数学的議論に登場する最大の数であった。なお、この見積もりは非常に大雑把なものであり、後述のように評価は大幅に改良される。
さらに、スキューズは1955年には、リーマン予想が真であると仮定することなしに、x は次の数以下に存在することを証明した。
{\displaystyle e^{e^{e^{e^{7.705}}}}\left(<10^{10^{10^{964}}}\right)}
これは第二スキューズ数と呼ばれる。よりシンプルな表現の近似 {\displaystyle 10^{10^{10^{10^{3}}}}} も第二スキューズ数の近似値としてしばしば用られる。

## 評価の改良
スキューズの与えたこれらの見積もりは非常に大きいため、より小さな評価を与える研究が進められた。それは、コンピュータを用いてリーマンゼータ関数の零点を計算することによって行われる。Lehman (1966) が示したところによると、1.53 × 101165 から 1.65 × 101165 の間に π(x) > li(x) となるような整数 x が連続して 10500 個以上ある。H. J. J. te Riele (1987) は上からの評価を約 7 × 10370 にまで、Bays & Hudson (2000) は約 1.3983 × 10316 にまで下げ、その付近に π(x) > li(x) なる x が存在することを示した。
一方、Rosser & Schoenfeld (1962) は、x < 108 においては常に π(x) < li(x) であることを示した。この記録は Brent (1975) によって 8 × 1010 にまで、Kotnik (2008) によって 1014 にまで更新された。
正確にいつ初めて π(x) が li(x) を追い抜くのかは、未解決の問題である。それどころか、π(x) > li(x) となる具体的な x の値はひとつも知られていない。
Wintner (1941) は、π(x) > li(x) なる x の割合は正であることを示し、Rubinstein & Sarnak (1994) はその割合がおよそ 0.00000026 であることを示した。